# Великая султанша донья Каталина де Овьедо
«Великая султанша донья Каталина де Овьедо» (исп. La gran sultana dona Catalina de Oviedo) — комедия испанского писателя Мигеля де Сервантеса, опубликованная в 1615 году в составе сборника «Восемь комедий и восемь интермедий, новых, ни разу не представленных на сцене». Время её написания неизвестно.
«Великая султанша» относится, как и «Алжирская каторга», к числу комедий о христианских пленниках, захваченных мусульманами. При этом её действие происходит в Константинополе, где Сервантес ни разу не был. В основе сюжета — реальная история о любви османского султана Мурада III и христианки, подвергнутая литературной обработке в духе греческого романа и итальянской новеллистики.
Время написания пьесы неизвестно. При этом определить самую раннюю дату помогает одна из ремарок в тексте: «Входит посол, одетый так же, как те персы, что приезжали к нам». Речь явно идёт о персидском посольстве, приезжавшем в Вальядолид в августе 1601 года. Разные исследователи датируют «Великую султаншу» 1601, 1607, 1608 годами.
Существует мнение, что «Великая султанша» — переделка комедии «Великая турчанка», упомянутой Сервантесом в «Добавлении к „Парнасу“».